# دایتز ۴۶۶۶
سیارک ۴۶۶۶ (به انگلیسی: 4666 Dietz، نامگذاری:1986JA1) چهار هزار و ششصد و شصت و ششمین سیارک کشف شده‌است که در ۴ مه ۱۹۸۶ کشف شد.
قدر مطلق سیارک برابر ۱۳٫۰۰ است.